# Phulwari Sharif
Phulwari Sharif là một thành phố và là một khu vực quy hoạch (notified area) của quận Patna thuộc bang Bihar, Ấn Độ.

## Nhân khẩu
Theo điều tra dân số năm 2001 của Ấn Độ, Phulwari Sharif có dân số 53.166 người. Phái nam chiếm 53% tổng số dân và phái nữ chiếm 47%. Phulwari Sharif có tỷ lệ 63% biết đọc biết viết, cao hơn tỷ lệ trung bình toàn quốc là 59,5%: tỷ lệ cho phái nam là 70%, và tỷ lệ cho phái nữ là 56%. Tại Phulwari Sharif, 15% dân số nhỏ hơn 6 tuổi.